# 克萊貝爾達 (切爾卡瑟州)
克萊貝爾達（羅馬化：Keleberda）是位於烏克蘭中部切爾卡瑟州切爾卡瑟區利普利亞韋市鎮的村莊。該村始建於十七世紀，面積3.37平方公里，海拔高度91米，2009年人口1,129，人口密度每平方公里335人。